# Salvatore Crippa
Salvatore Crippa (Monza, Lombardia, 2 de novembro de 1914 - Monza, 30 de novembro de 1971) foi um ciclista italiano que foi profissional entre 1936 e 1950. Em seu palmarés destaca uma etapa do Giro d'Italia de 1938.

## Palmarés
- 1936
  - 1º no Piccolo Giro de Lombardia
- 1937
  - 1º na Coppa do Re
  - 1º na Targa de Ouro Città de Legnano
- 1938
  - Vencedor de uma etapa ao Giro d'Italia
- 1944
  - 1º na Coppa de Inverno
- 1945
  - 1º na Coppa de Inverno
- 1946
  - 1º na Coppa de Inverno

### Resultados ao Giro d'Italia
- 1938. Abandona. Vencedor de uma etapa
- 1939. 6º da classificação geral
- 1940. 16º da classificação geral
- 1946. 4º da classificação geral
- 1947. 8º da classificação geral